# Diclonius pentagonus
Diclonius pentagonus — вид птахотазових динозаврів родини Гадрозаврові (Hadrosauridae). Динозавр існував у кінці крейдового періоду на території сучасної Північної Америки.

## Скам'янілості
Викопні рештки динозавра знайдені у відкладеннях формації Джудіт Рівер в американському штаті Монтана. Казахстані. Описаний лише по декількох зубах, тому систематика та видовий статус не є достовірно невизначеним.